# USS Dolphin (SS-169)
| «Долфін» | «Долфін» | «Долфін» |
| --- | --- | --- |
| USS Dolphin (SS-169) | | |
| | | |
| Американський ПЧ «Долфін» | | |
| Верф | Portsmouth Naval Shipyard, Кіттері | Portsmouth Naval Shipyard, Кіттері |
| Під прапором | США | США |
| Належність | ВМС США | ВМС США |
| Порт приписки | Сан-Дієго Перл-Гарбор | Сан-Дієго Перл-Гарбор |
| Закладений | 14 червня 1930 | 14 червня 1930 |
| Спуск на воду | 6 березня 1932 | 6 березня 1932 |
| Введений до складу флоту | 1 червня 1932 | 1 червня 1932 |
| Виведений зі складу флоту | 24 жовтня 1945 | 24 жовтня 1945 |
| На службі | 1932—1945 | 1932—1945 |
| Сучасний статус | 26 серпня 1946 року проданий на брухт | 26 серпня 1946 року проданий на брухт |
| Бойовий досвід | Друга світова війна Тихоокеанський ТВД * Напад на Перл-Гарбор                                                                               | Друга світова війна Тихоокеанський ТВД * Напад на Перл-Гарбор                                                                               |
| Нагороди | 2 бойових зірки | 2 бойових зірки |
| Проєкт | | |
| Тип ПЧ | дизель-електричний торпедний ДПЧ | дизель-електричний торпедний ДПЧ |
| Розробник проєкту | Electric Boat | Electric Boat |
| Основні характеристики | | |
| Швидкість (надводна) | 17 вузлів (31 км/год) | 17 вузлів (31 км/год) |
| Швидкість (підводна) | 8,7 вузлів (16,1 км/год) | 8,7 вузлів (16,1 км/год) |
| Робоча глибина занурення | 61 м | 61 м |
| Гранична глибина занурення | 76 м | 76 м |
| Дальність плавання | 4 900 миль (9 100 км) на швидкості 10 вузлів (18,6 км/год) (надводна) або 18 780 миль (34 780 км) на швидкості 10 вузлів з повною заправкою | 4 900 миль (9 100 км) на швидкості 10 вузлів (18,6 км/год) (надводна) або 18 780 миль (34 780 км) на швидкості 10 вузлів з повною заправкою |
| Автономність плавання | 10 годин на швидкості 5 вузлів (9,3 км/год)                                                                                                 | 10 годин на швидкості 5 вузлів (9,3 км/год)                                                                                                 |
| Екіпаж | 63 офіцери та матроси | 63 офіцери та матроси |
| Розміри | | |
| Довжина найбільша (по КВЛ) | 97,31 м | 97,31 м |
| Ширина корпусу найб. | 8,51 м | 8,51 м |
| Водотоннажність надводна | 1 746 т | 1 746 т |
| Силова установка | | |
| дизель-електрична; 2 × головні дизельних двигуни BuEng 2 × допоміжні дизелі BuEng MAN 2 × електродвигуни Electro-Dynamic Company 2 × 120-елементні АКБ | | |
| Гвинти | 2 | 2 |
| Потужність | 2 × 1 750 к.с. (основні дизелі) 2 × 450 к.с. (допоміжні дизелі) 2 × 400 к.с. (електродвигун)                                                | 2 × 1 750 к.с. (основні дизелі) 2 × 450 к.с. (допоміжні дизелі) 2 × 400 к.с. (електродвигун)                                                |
| Озброєння | | |
| Артилерія | 1 × 102-мм корабельна гармата Mark 4"/50 | 1 × 102-мм корабельна гармата Mark 4"/50 |
| Торпедно- мінне озброєння | 6 × 533-мм торпедних апаратів 18 торпед | 6 × 533-мм торпедних апаратів 18 торпед |

«Долфін» (англ. USS Dolphin (SS-169) — американський підводний човен типу «V», сьома серія, що перебував у складі військово-морських сил США у роки Другої світової війни.
«Долфін» був закладений 14 червня 1930 року на верфі компанії Portsmouth Naval Shipyard у Кіттері, штат Мен. 6 березня 1932 року він був спущений на воду, а 1 червня 1932 року увійшов до складу ВМС США.
Підводний човен брав участь у бойових діях на морі в Другій світовій війні; бився у Тихому океані. Загалом здійснив 3 бойових походи, але через застарілість конструкції на початку 1943 року був переведений у категорію навчальних човнів підготовки екіпажів. За проявлену мужність та стійкість у боях «Долфін» удостоєний двох бойових зірок.

## Історія служби
24 жовтня 1932 року «Долфін» вийшов з Портсмута, штат Нью-Гемпшир, у похід до Сан-Дієго, Каліфорнія, куди прибув 3 грудня, де був включений до складу 12-ї дивізії підводних човнів. Човен проходив службу на Західному узбережжі, брав участь у тактичних навчаннях та випробуваннях торпедних стрільб до 4 березня 1933 року, після цього вирушив до Східного узбережжя. 23 березня ПЧ прибув до Портсмутської військово-морської верфі для остаточних випробувань і прийняття, залишаючись там до 1 серпня. 25 серпня 1933 року «Долфін» повернувся до Сан-Дієго, де остаточно увійшов до 12-ї дивізії ПЧ.
«Долфін» здійснював тренувальні походи поздовж Західного узбережжя з періодичними відвідуваннями Перл-Гарбора, Аляски та зони Панамського каналу, де проводилися навчання флоту. 1 грудня 1937 року «Долфін» вирушив з Сан-Дієго до нового порту базування, Перл-Гарбора, прибувши через тиждень. 7 грудня 1941 року «Долфін» взяв участь у відбитті повітряної атаки ворожих літаків під час японського нальоту на ВМБ Перл-Гарбор. Потім вийшов на патрулювання у пошуках японських підводних човнів поблизу Гавайських островів.
24 грудня 1941 року «Долфін» вийшов у свій перший бойовий похід, під час якого здійснював розвідку обстановки навколо Маршаллових островів, готуючись до наступних авіаударів.
3 лютого 1942 року він повернувся до Перл-Гарбора для переобладнання та поповнення запасів, а потім знову вийшов у похід 14 травня. Обшукуючи широку територію на захід від острова Мідвей, він патрулював сам острів під час ключової битви за Мідвей з 3 по 6 червня. 24 липня повернувся до Перл-Гарбора.
З 12 жовтня до 5 грудня був у своєму третьому й останньому бойовому поході, перебував у штормових водах Курильських островів, де проводив розвідку, необхідну для операцій.
До 1943 року «Долфін» був повністю зношений і гостро потребував модернізації. Через його застарілість та технічні складності у відновленні, що становили трудомістку та дороговартісну роботу, його протягом 1943 року використовували для тренувань у Перл-Гарборі.
26 серпня 1946 року «Долфін» був проданий на металобрухт.